# فیلم واقع‌نما
فیلم واقع‌نما (انگلیسی: Reality film؛ همچنین: فیلم واقعیت) ژانری از فیلم‌ها را توصیف می‌کند که از تلویزیون واقع‌نما حاصل شده‌اند، از جملهٔ این فیلم‌ها می‌توان به فرنچایز کله‌خر اشاره کرد. جوئل استین در مقاله‌ای در مجله تایم نوشت: «همانند تلویزیون واقع‌نما، ساخت یک فیلم واقع‌نما فوق‌العاده ارزان است و همان‌طور که کله‌خر ثابت کرد، مخاطبانی وجود دارند که مایلند ۹ دلار برای آنچه در تلویزیون رایگان دریافت می‌کنند بپردازند.» به‌طور معمول، یک موقعیت از پیش تعیین‌شده، اغلب با استفاده از بازیگران غیرحرفه‌ای روی صحنه می‌رود یا خلق می‌شود و سپس «واقعیت» آنچه اتفاق می‌افتد فیلمبرداری می‌شود. ورایتی در مقاله‌ای در مورد فیلم‌های واقع‌نما، آنها را به عنوان «پستان و باسن. پستان و باسن نوجوانان، این خودشه.» توصیف کرده و به بودجهٔ کم این فیلم‌ها اشاره کرد که در دوران بازاریابی و هزینه‌های تولید سرسام‌آور فیلم‌های سنتی، آن‌ها را به گزینه‌ای جذاب برای استودیوها تبدیل کرده‌است.

## کاربردهای دیگر عبارت «فیلم واقع‌نما»
عبارت «فیلم واقع‌نما» در عناوین مقالاتی که به محبوبیت مستندهای «تلویزیون واقع‌نما» می‌پردازند، استفاده شده‌است. این اغلب به عنوان یک عبارت برای توصیف مستندهای سنتی استفاده می‌شود.
واژهٔ «فیلم واقع‌نما» توسط فیلمنامه‌نویس، لی استیمولو، در سال ۲۰۱۷ برای توصیف فیلمنامه‌اش، «غواصان رؤیایی» ابداع شد، که اکنون کتابی با همین نام در فهرست لاگین‌های جشنواره‌های فیلم است. «فیلم واقع‌نمایی که در آن بازیگرانی چون، بن افلک و مت دیمون، نسخه‌های تخیلی خود (و شخصیت‌های قبلی) را بازی می‌کنند، در حالی که وارد رویاهای یک نویسندهٔ زن می‌شوند.